# Elegy (La Dimensió Desconeguda)
"Elegy" és el vintè episodi de la sèrie de televisió d’antologia La Dimensió Desconeguda. Es va emetre originalment el 19 de febrer de 1960 a la cadena CBS. L'episodi es va basar en un conte breu de Charles Beaumont publicat al número de febrer de 1953 d'Imagination: Stories of Science and Fantasy.

## Narració d'obertura
| « | L'hora és passat demà. El lloc: un racó llunyà de l'univers. Un repartiment de personatges: tres homes perduts entre les estrelles. Tres homes que comparteixen la urgència comuna de tots els homes perduts. Estan buscant casa. I en un moment, trobaran casa; no és una casa que és un lloc per veure's, sinó una experiència estranya inexplicable que es pot sentir. | » |

## Argument
El setembre de 2185, mentre es trobaven en una missió rutinària de geologia, els astronautes Meyers, Webber i Kirby aterren la seva nau espacial en un asteroide remot a 655 milions de milles de distància de la Terra després de quedar-se sense combustible. Troben que l'atmosfera i la gravetat són idèntiques a les de la Terra. Obrint l'escotilla a la nau espacial, descobreixen que han aterrat prop d'una granja. Inicialment pensen que han viatjat en el temps, a causa de l'antic tractor que troben, tot i que noten que hi ha dos sols al cel. Troben un granger mirant a la llunyania i intenten cridar la seva atenció, però s'adonen que només és una estàtua.
Senten música d'una banda a la distància i la segueixen fins a una ciutat per trobar que la música s'està reproduint en un altaveu; la banda també són només estàtues. Els astronautes es veuen pertorbats pel seu entorn ja que tot i tothom està estranyament immòbil. Presenten la hipòtesi que el temps pot passar a un ritme diferent, però un rellotge de caixa alta proper sense agulles els fa creure que el temps passa amb normalitat i que hi ha alguna altra raó per a l'immobilisme de tots. Es confonen encara més, ja que les estàtues semblen sentir-se com a carn, o alguna cosa semblant. Decideixen separar-se per explorar-lo. Un astronauta troba un concurs de bellesa estrany on una dona poc atractiva ha estat coronada com a guanyadora. Després de la marxa de l'astronauta, un home del públic es gira i somriu.
Convergint al centre de la ciutat, es sorprenen de trobar algú que sí que es mou: "Jeremy Wickwire", el cuidador d'aquest lloc. Els homes li diuen que una guerra nuclear va destruir gran part de la Terra l'any 1985, i que han trigat dos-cents anys a recuperar-se'n. Wickwire explica als astronautes que l'asteroide on han aterrat és un cementiri exclusiu anomenat "Happy Glades", fundat el 1973, on els rics poden viure la fantasia més gran de la seva vida després de morir. La ciutat és una de les moltes zones on es pot ubicar la gent; d'altres inclouen l'època de l'Imperi Romà, l'Egipte i el Salvatge Oest. Aquesta ciutat és la més popular perquè representa una època de la cultura americana on les criatures de comfort eren més abundants.
Wickwire serveix vi als tres homes i pregunta a cada home quin és el seu desig més gran. Tots tres responen que voldrien estar en la seva nau cap a casa. Wickwire va comprendre malament qui eren els astronautes, pensant que eren de l'organització Happy Glades. Explica la raó per la qual existeix Happy Glades és perquè no és possible tenir pau a la Terra. Wickwire (que explica que és un robot que porta "uns 200 anys" desactivat i que només s'encén per fer tasques puntuals) els demana disculpes, i explica que la seva feina és garantir la pau i la tranquil·litat a "Happy Glades". De sobte, s'adonen que les seves begudes han estat enverinades amb el que Wickwire es refereix com a "líquid eternitzador". Quan els homes estan morint, l'astronauta demana un antídot, i que no signifiquen cap mal. Wickwire respon que "són homes, i mentre hi hagi homes, no hi pot haver pau".
Més tard, Wickwire torna a instal·lar els astronautes embalsamats a la seva nau, posant-los als seus llocs com si fossin de camí cap a casa.

## Narració de cloenda
| « | Kirby, Webber i Meyers, tres homes perduts. Compartien un desig comú, un de simple, realment. Volien estar a bord de la seva nau cap a casa. I el destí, un destí de riure, un bromista pràctic amb un somriure estirat per les estrelles, s'encarregava d'aconseguir el seu desig amb només una reserva: el desig es va fer realitat, però només a la Dimensió Desconeguda. | » |

## Repartiment
- Cecil Kellaway com a Jeremy Wickwire
- Jeff Morrow com a Kurt Meyers
- Kevin Hagen com el capità James Webber
- Don Dubbins com a Peter Kirby